# Sint Antoniesluis (straat)
Sint Antoniesluis is een straat in Amsterdam-Centrum.

## Geschiedenis
Alhoewel de straat er als kade al eeuwen ligt kreeg ze pas op 21 januari 1976 per raadsbesluit haar naam. De straat is vernoemd naar de Sint Anthoniesdijk al lag die aan de overzijde van de in 1976 benoemde kade van de watergang Zwanenburgwal. De kade met de hoek van de Snoekjesgracht is al duidelijk (naamloos) te zien op de kaart van Pieter Bast uit circa 1599. Op diezelfde kaart zijn te zien de Sint Antoniessluishoogwaterkering (sluis 211 in Amsterdam) en Sint Anthoniesluis (brug 287 over de sluis) dan uitgevoerd als ophaalbrug. De straat ligt langs de kolk van genoemde sluis. Van de oude bebouwing uit vroeger tijd is vrijwel niets meer terug te vinden, bijna alles is al een keer gesloopt en herbouwd.
Vanaf de jaren vijftig tot de jaren zeventig van de 20e eeuw had de gemeente Amsterdam grootse plannen voor deze buurt. De combinatie Jodenbreestraat en Sint Antoniebreestraat zou omgebouwd worden tot een brede rij- en snelweg tussen Amsterdam-Centrum en -Oost. Bovendien werd er gebouwd aan de Metro van Amsterdam. Die brede weg kwam er uiteindelijk niet, maar is vermoedelijk wel de reden dat dit stukje kade behorend tot de Zwanenburgkade een nieuwe naam kreeg. De grens tussen die kade en de Sint Antoniesluis ligt namelijk op de brug, die het verkeer in de snelweg moest dragen. 
De Sint Antoniesluis is voetgangersgebied.

## Gebouwen
De huisnummers lopen op van 2 tot en met 39, de straat mist echter huisnummer 1 en de nummer 3 tot en met 6. Alle gebouwen met deze adressen vormen een haast sluitende gevelwand. De nummers zijn verdeeld over de gebouwen:
- huisnummer 2 staat op de hoek met de Snoekjesgracht ; het is sinds 1970 een rijksmonument vanwege haar 18e-eeuwse puntgevel
- huisnummers 7 en 10 volgen; het ensemble 7, 8, en 9 vormen daarvan een pand, sinds 1970 een rijksmonument vanwege hun gekuifde klokgevel; nummer 10 is een identiek pand, eveneens sinds 1970 een rijksmonument vanwege haar gekuifde klokgevel
- huisnummers 11 tot en met 19; historiserend gebouwd in 1976
- huisnummers 20-24; historiserend gebouwd in 1976
- huisnummer 25 ligt op een binnenterrein
- huisnummers 26-33 hebben hun huisnummer aan deze straat, maar hun voorgevel staat aan de Sint Antoniebreestraat (tussen 69 en 71); betreft nieuwbouw uit genoemde saneringsperiode
- huisnummer 31-39 hebben hun huisnummer aan deze straat, maar vormen de achtergevel van Sint Antoniebreestraat 31 tot en met 39; betreft nieuwbouw uit genoemde saneringsperiode.

Die laatste twee blokken zijn het resultaat van een compromis tussen het oude standpunt (openbreken voor wegen tegenover handhaven nauwe straat, er was al genoeg afgebroken). Het stedenbouwkundig plan kwam van Theo Bosch en Aldo van Eyck, de bijbehorende woningen waarschijnlijk ook.

### Lazaruspoort
Direct aansluitend aan de zijgevel van 20-24 staat de Lazarus- of wel Leprozenpoort. De 17e-eeuwse Leprozenpoort, oorspronkelijk ingangspoort van het Leprozenhuis aan de Lazarussteeg, werd rond 1976 na restaurantie geplaatst aan de Sint Antoniesluis, gelijktijdig met de restauratie van Huis De Pinto.
De poort komt uit de werkplaats van Hendrick de Keyser en is mogelijk van de hand van zijn Engelse zwager Nicholas Stone. In het hoge fronton van de poort, afgesloten door het wapen van Amsterdam met de keizerskroon, staan twee nissen met in elke nis een reliëf, een melaatse man en vrouw. Het zijn replica's van de zwaar beschadigde originelen.

## Afbeeldingen

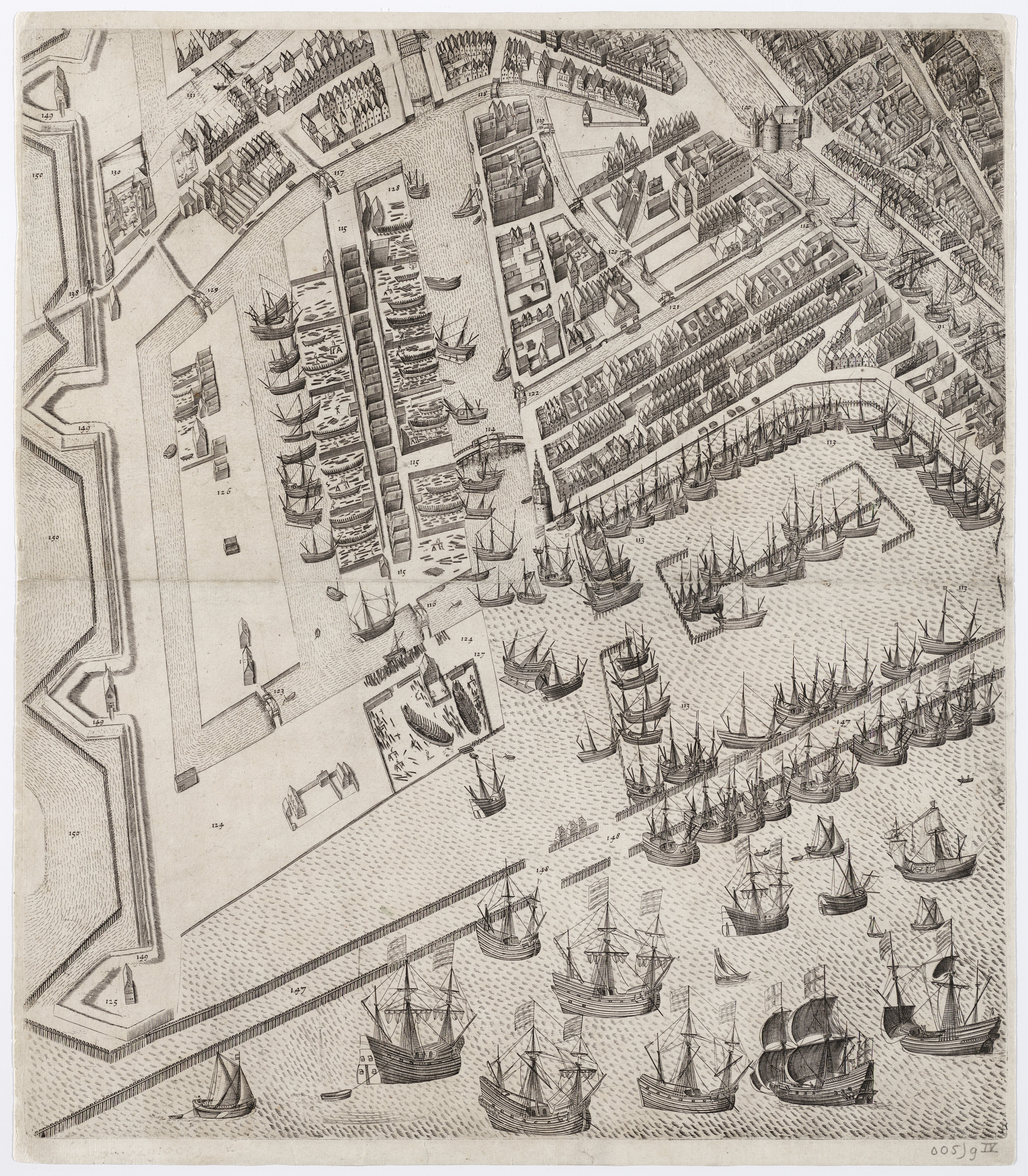
Kaart Pieter Bast met de Sint Antoniesluis midden-boven
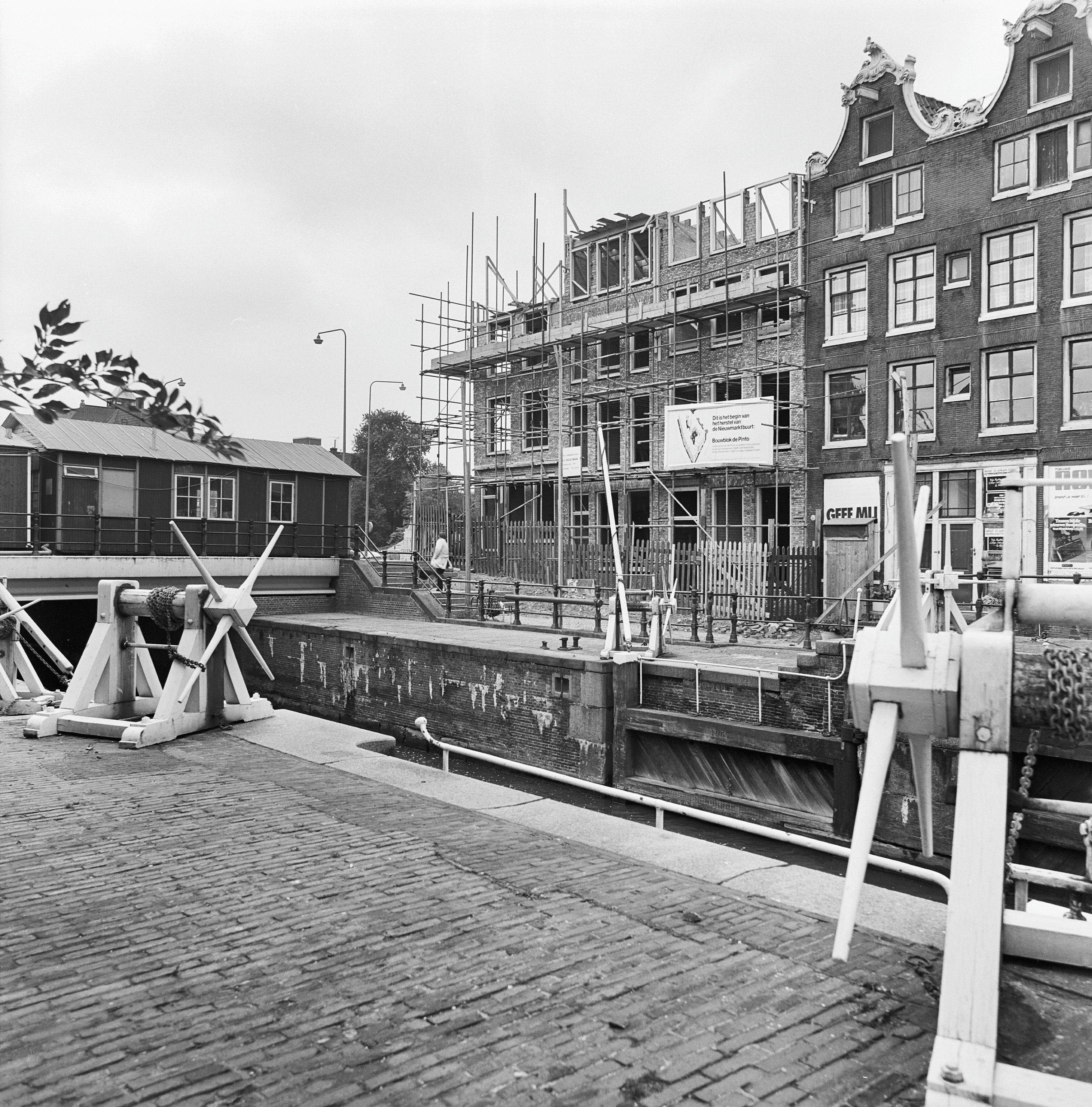
Bouw Sint Antoniesluis 11-24 (1976)
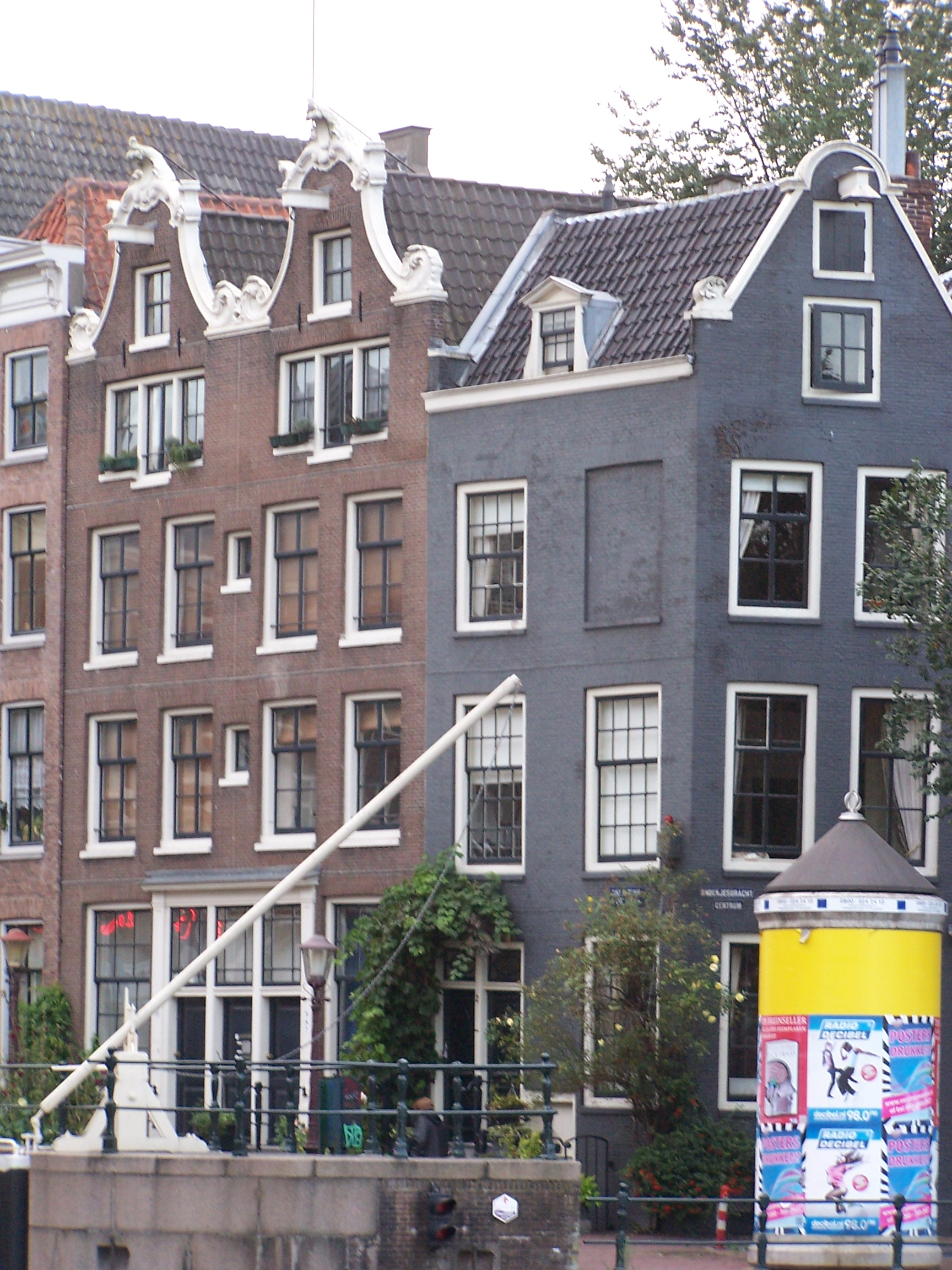
Drie rijksmonumenten naast elkaar, van rechts naar links nrs. 2 ,7-9 en 10 (2008)
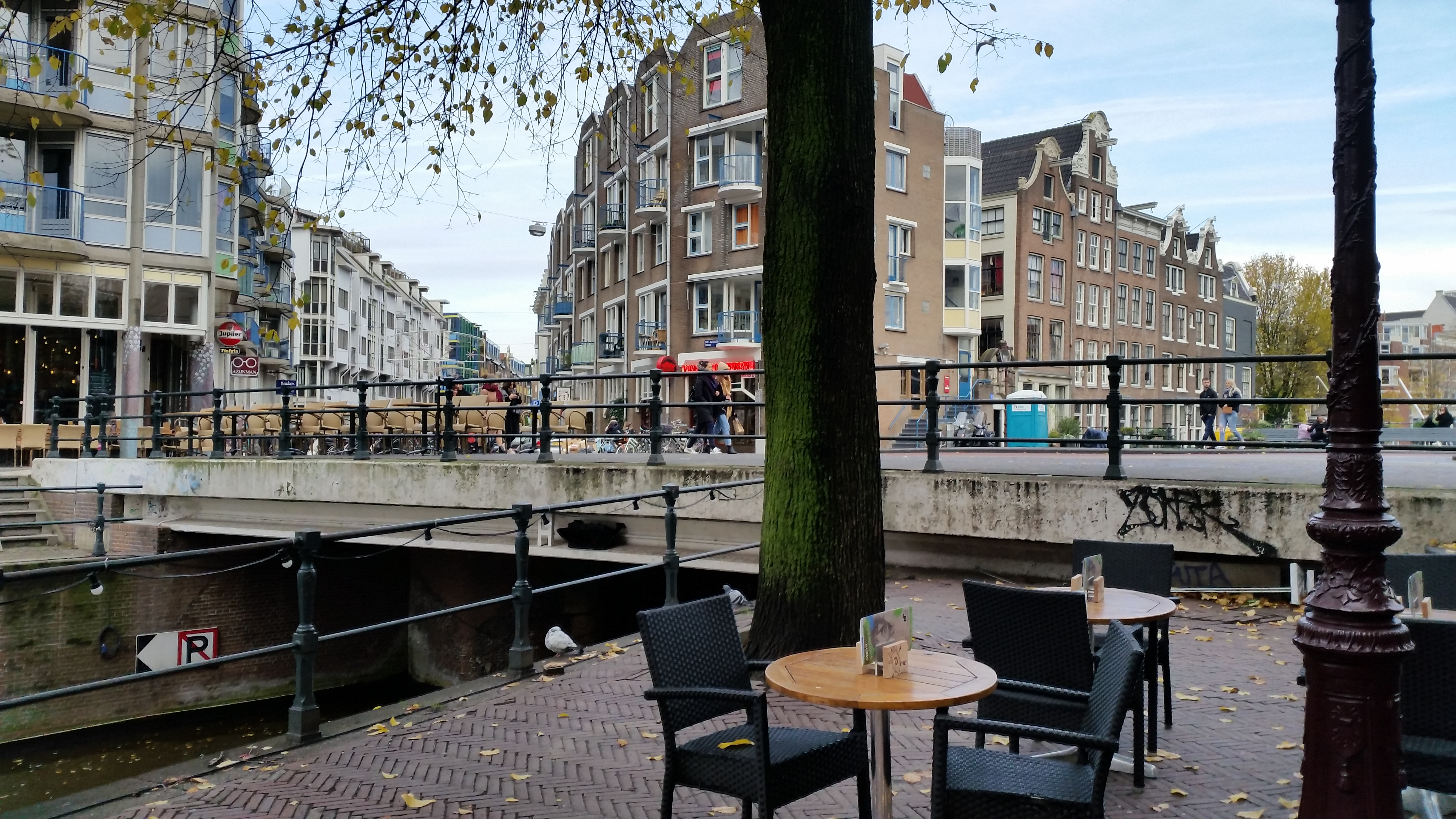
Gevelwand Sint Antoniesluis van de boom naar rechts; op de voorgrond, de brug Sint Anthoniesluis (2019)
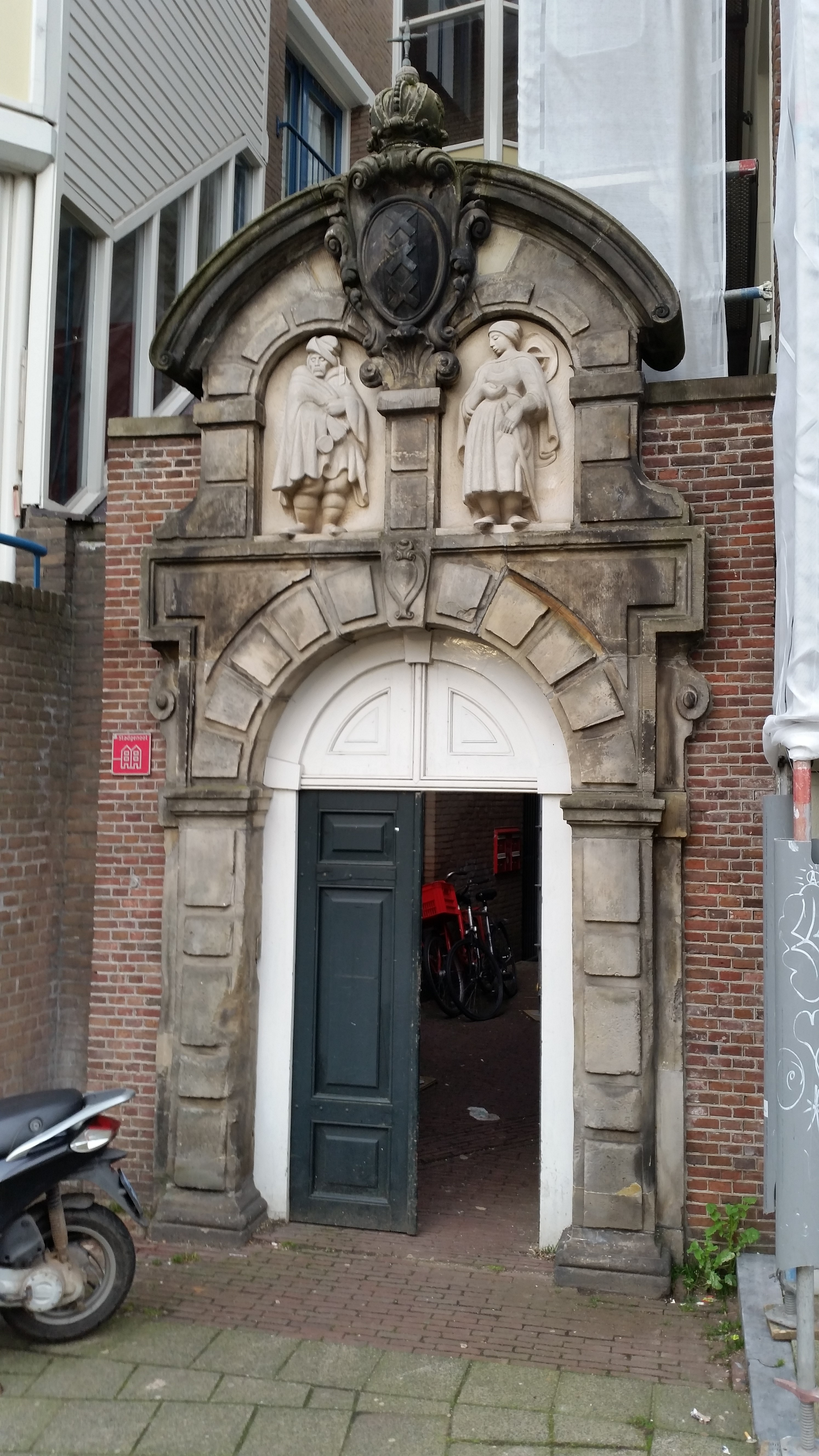
De Lazaruspoort in januari 2020